# Strmec Stubički
Strmec Stubički est un village de la municipalité de Stubičke Toplice (comitat de Krapina-Zagorje) en Croatie. Au recensement de 2011, le village comptait 763 habitants.